# Zaton (Nin)
Zaton je naselje u sastavu grada Nina. 
Nalazi se između Zadra, Privlake i Nina. Mjesto je u koje brojni turisti dolaze kampirati te je bogato raznim rekreacijskim sadržajima. Plaža u Zatonu ima plavu zastavu što je nagrada za čistoću i bistrinu mora. S plaže se vidi otok Ugljan. Zaton je prepun borovine, pa iako ima čisti zrak, prijeti opasnost od šumskih požara. Ima mnogo bungalova i veliki park za kamp-kućice usred šume. Ima mnogo vodenih tobogana i nedavno izgrađen bazen

## Povijest
U vrijeme rimske vladavine ovim prostorima, Zaton je predstavljao značajnu luku obližnje Aenone (dananšnji Nin) na prostoru istočnog Jadrana, čiji se ostaci već godinama iskapaju u arheološkim i hidroarheološkim istraživanjima.
U Zatonu se nalazi mletačka kula Kaštelina. Nju je 1593. dao izgraditi Hanibal Cirysagus što je utvrđeno na temelju ugrađenog natpisa na latinskom i grbu iznad njega. Sagrađena je s namjerom obrane od Osmanlija.
Mjesto Zaton spominje Petar Zoranić u svom romanu Planine.

## Stanovništvo
| broj stanovnika | 226   |       | 327   | 364   | 407   | 479   | 890   | 712   | 915   | 968   | 937   | 1003  | 668   | 1035  | 536   | 580   | 595   |
|                 | 1857. | 1869. | 1880. | 1890. | 1900. | 1910. | 1921. | 1931. | 1948. | 1953. | 1961. | 1971. | 1981. | 1991. | 2001. | 2011. | 2021. |